# جون موراي
جون موراي (بالإنجليزية: John Murray)‏ (و. 1841 – 1914 م) هو مستكشف، وعالم محيطات، وعالم أحياء بحرية، من كندا، ولد في أونتاريو، كان عضوًا في الجمعية الملكية، والأكاديمية الروسية للعلوم، والأكاديمية الأمريكية للفنون والعلوم، توفي عن عمر يناهز 73 عاماً.

## التعليم
تعلم في جامعة إدنبرة.

## جوائز
حصل على جوائز منها:
- Vega Medal  [لغات أخرى]‏ (1912)
- جائزة شيله [الإنجليزية]‏ (1912)
- ميدالية المؤسس  [لغات أخرى]‏ (1895)
- وسام الاستحقاق (بروسيا)
- قلادة ملكية
- نيشان الحمام من رتبة فارس
- وسام الاستحقاق للفنون والعلوم
- زميل في الجمعية الملكية.

## روابط خارجية
- جون موراي على موقع الموسوعة البريطانية (الإنجليزية)